# Жоель Матіп
Жоель Матіп (фр. Joël Matip, нар. 8 серпня 1991, Бохум, Німеччина) — камерунський футболіст, захисник.

## Клубна кар'єра
Вихованець юнацьких команд футбольних клубів «Бохум» та «Шальке 04».
У дорослому футболі дебютував у 2009 році виступами за команду клубу «Шальке 04».
15 лютого 2016 року Матіп підписав згоду з «Ліверпулем» на чотири роки після того, як його контракт з «Шальке 04» закінчився. Дебютував за клуб 23 серпня проти «Бертон Альбіон» в Кубку Ліги, клуб переміг 5–0. Забив перший гол за команду 29 жовтня проти «Крістал Пелес» на «Селгерст Парк», «червоні» перемогли з рахунком 4–2. 
1 червня 2019 року асистував на Дівока Орігі на 87-ій хвилині фіналу Ліги Чемпіонів УЄФА проти «Тоттенгема» на «Ванда Метрополітано» у Мадриді, який «Ліверпуль» виграв з рахунком 2–0 і вшосте став переможцем турніру. 
4 серпня 2019 року забив за «Ліверпуль» у грі за Суперкубок Англії, який «червоні» програли «Манчестер Сіті» в серії пенальті з рахунком 5–4. 24 серпня забив свій перший гол сезону в АПЛ проти «Арсеналу» (3–1). 18 жовтня підписав новий контракт з клубом до 2024 року. 
28 січня 2021 року був замінений по перерві в матчі проти «Тоттенгему». 1 лютого отримав травму зв'язків гомілковостопного суглоба, через що пропустив кінець сезону.
23 лютого 2022 року Матіп забив свій перший гол сезону проти «Лідс Юнайтед» (6–0). 11 березня був визнаний кращим гравцем місяця в АПЛ.

## Виступи за збірну
2010 року дебютував в офіційних матчах у складі національної команди історичної батьківщини свого батька, збірної Камеруну. Провів у формі головної команди цієї африканської країни 27 матчів, забив 1 гол.
У складі збірної був учасником чемпіонату світу 2010 року у ПАР, а також Кубка африканських націй 2010 року в Анголі.

## Досягнення
- «Шальке 04»

Володар Кубка Німеччини (1): 2010–11
Володар Суперкубка Німеччини (1): 2011
- «Ліверпуль»

Переможець Ліги чемпіонів (1): 2018–19
Володар Суперкубка УЄФА (1): 2019
Чемпіон світу серед клубів (1): 2019
Чемпіон Англії (1): 2019–20
Володар Кубка Футбольної ліги (2): 2021–22, 2023-24
Володар Кубка Англії (1): 2021-22
Володар Суперкубка Англії (1): 2022